# John Francis Wade
John Francis Wade (1711? – 16. srpna 1786) byl anglický hudební skladatel, který pravděpodobně složil církevní chorál Adeste fideles.

## Život a dílo

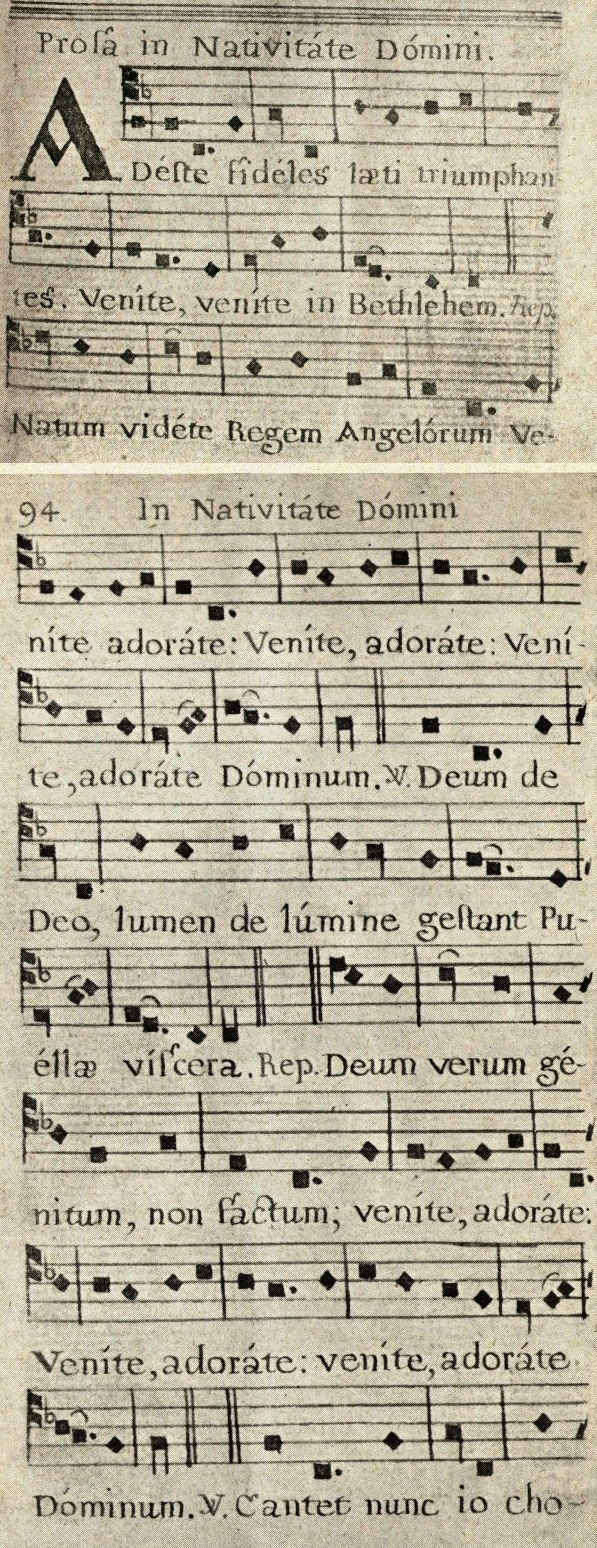
Adeste, fideles (nejstarší verze).

John Francis Wade se narodil buď v Anglii nebo v severofrancouzském Douai. Žil v Anglii, ze které po svržení krále Jakuba II. roku 1745 jakožto katolík unikl. Žil poté ve Francii mezi anglickými katolickými emigranty a živil se vyučováním hudby a opisováním not pro soukromé účely.
Profesor Bennett Zon, vedoucí oddělení hudby na University of Durham, uvádí, že Wadeho liturgické sbírky jsou často zdobeny jakobitskou květinovou ornamentikou, ve které jsou zakódovány jakobitské názory. Hymnus "Adeste Fideles" je podle něj ódou na narození pretendenta na anglický trůn Karla Eduarda Stuarta, zvaného Bonnie.